# 清田通

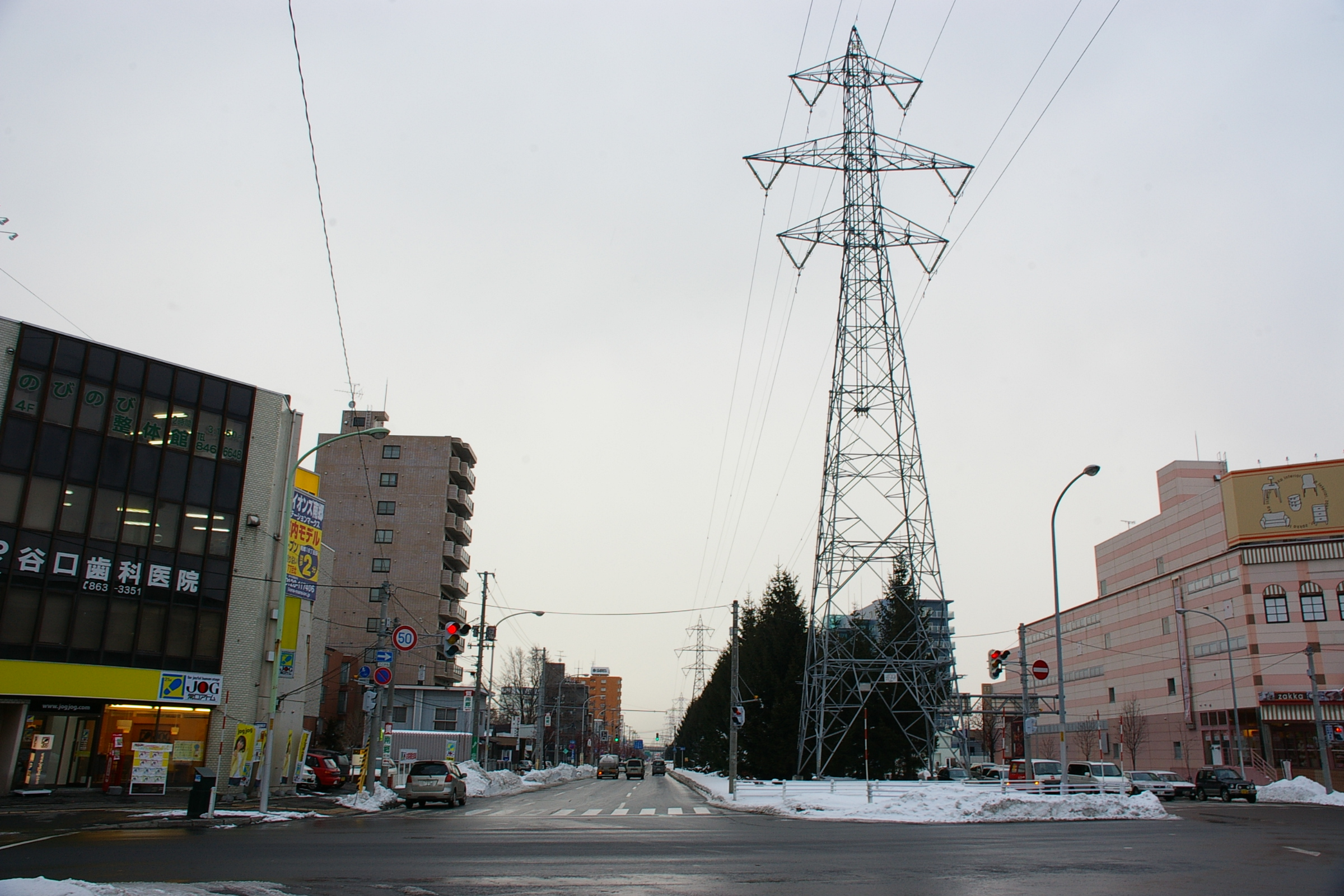
南郷18丁目付近の北方向

清田通（きよたどおり）は、札幌市白石区から同市清田区に至る札幌圏都市計画道路である。

## 概要
- 起点：白石区流通センター（平和通交点）
- 終点：清田区清田7条1丁目（清田中央通交点）
- 札幌国際大学の構内を通りぬける計画となっているが、この区間を2013年度着工、2018年度完成予定であったが、工事の遅れなどにより、2019年12月20日に開通した。
- 中間付近の約100mは、清田区と豊平区の境界となっている。

## 主な接続道路
- 平和通
- 国道274号（札幌新道）
- 国道12号（札幌江別通）
- 北海道道3号札幌夕張線（南郷通）
- 東北通
- 北野通
- 旧国道36号
- 国道36号（月寒通）
- 主要市道9903号羊ケ丘線（羊ケ丘通）

## 周辺
- 札幌市立大谷地小学校
- 札幌市営地下鉄東西線南郷18丁目駅
- コープさっぽろルーシー店
- 札幌市立北野小学校
- ホーマックスーパーデポ北野店
- 札幌市立北野平小学校
- 札幌市立北野中学校
- 北海道コカ・コーラボトリング
- ヤマダデンキ家電住まいる館×YAMADA web.com 清田店
- 札幌国際大学
- 札幌国際大学短期大学部